# イッツ川
イッツ川(イッツがわ、Itz)は、ドイツ・バイエルン州北部、オーバーフランケン地方を流れるマイン川右岸の支流。
全長約80km、テューリンゲンの森のアイスフェルトの北西、ブレースベルク山の斜面にあるシュテルツェンという集落に（ヒルトブルクハウゼン郡）に源を発する川である。

## 概要
イッツ川は、シャルカウの町を流れ、バイエルン州との州境を横切ると洪水防止用調整湖フロシュグルントゼー湖を形成する。この後、イッツ川はレーデンタールを抜け、コーブルクを流れ下る。川はさらに、洪水を繰り返すことによってできた「イッツグルント」と呼ばれる肥沃な土地を流れる。ラッテルスドルフを過ぎたところでマイン川に合流する。
支流には、グリュムペン川、エッフェルダー川、フィシュバッハ川、レーデン川、クレプバッハ川、ラウター川、フュルバッハ川、ローダッハ川、バウナッハ川がある。